# Woodstock (film)
Woodstock je americký dokumentární film z roku 1970 o hudebním festivalu Woodstock, který se konal v srpnu 1969 v Bethelu v New Yorku.

## Umělci

### Umělci, kteří se ve filmu objevili
| #    | Kapela / Zpěváci               | Skladba                                                                                              |
| 1.*  | Crosby, Stills & Nash          | "Long Time Gone"                                                                                     |
| 2.*  | Canned Heat                    | "Going Up the Country"                                                                               |
| 3.*  | Crosby, Stills & Nash          | "Wooden Ships"                                                                                       |
| 4.   | Richie Havens                  | "Handsome Johnny"                                                                                    |
| 5.   | Richie Havens                  | "Freedom" / "Sometimes I Feel Like a Motherless Child"                                               |
| 6.   | Canned Heat                    | "A Change Is Gonna Come" **                                                                          |
| 7.   | Joan Baez                      | "Joe Hill"                                                                                           |
| 8.   | Joan Baez                      | "Swing Low Sweet Chariot"                                                                            |
| 9.   | The Who                        | "We're Not Gonna Take It" / "See Me, Feel Me"                                                        |
| 10.  | The Who                        | "Summertime Blues"                                                                                   |
| 11.  | Sha-Na-Na                      | "At the Hop"                                                                                         |
| 12.  | Joe Cocker and the Grease Band | "With a Little Help from My Friends"                                                                 |
| 13.  | Audience                       | "Crowd Rain Chant"                                                                                   |
| 14.  | Country Joe and the Fish       | "Rock and Soul Music"                                                                                |
| 15.  | Arlo Guthrie                   | "Coming Into Los Angeles"                                                                            |
| 16.  | Crosby, Stills & Nash          | "Suite: Judy Blue Eyes"                                                                              |
| 17.  | Ten Years After                | "I'm Going Home"                                                                                     |
| 18.  | Jefferson Airplane             | "Saturday Afternoon" / "Won't You Try" **                                                            |
| 19.  | Jefferson Airplane             | "Uncle Sam's Blues" **                                                                               |
| 20.  | John Sebastian                 | "Younger Generation"                                                                                 |
| 21.  | Country Joe McDonald           | "The "Fish" Cheer / I-Feel-Like-I'm-Fixin'-To-Die Rag\|FISH Cheer / Feel-Like-I'm-Fixing-to-Die-Rag" |
| 22.  | Santana                        | "Soul Sacrifice"                                                                                     |
| 23.  | Sly and the Family Stone       | "Dance to the Music" / "I Want to Take You Higher"                                                   |
| 24.  | Janis Joplin                   | "Work Me, Lord" **                                                                                   |
| 25.  | Jimi Hendrix                   | "Voodoo Child (Slight Return)" (ve filmu uvedeno jako "Voodoo Chile") **                             |
| 26.  | Jimi Hendrix                   | "The Star-Spangled Banner"                                                                           |
| 27.  | Jimi Hendrix                   | "Purple Haze"                                                                                        |
| 28.  | Jimi Hendrix                   | "Woodstock Improvisation" **                                                                         |
| 29.  | Jimi Hendrix                   | "Villanova Junction"                                                                                 |
| 30.* | Crosby, Stills, Nash & Young   | "Woodstock" / "Find the Cost of Freedom" **                                                          |

* studiová nahrávka z umělcova alba

** pouze v director's cut, ne v původním vydání

### Vynechaní umělci
| - Sweetwater - Incredible String Band - Bert Sommer - Tim Hardin - Ravi Šankar | - Melanie - Quill - Keef Hartley - Mountain - Grateful Dead (včetně rozhovoru s Jerrym Garciaou) | - Creedence Clearwater Revival - The Band - Blood, Sweat & Tears - Johnny and Edgar Winter - Paul Butterfield |